# X-Men (televíziós sorozat, 1992)
Az X-Men vagy X-Men: Az animációs sorozat (eredeti cím: X-Men: The Animated Series) 1992 és 1997 között sugárzott kanadai–amerikai televíziós kalandfilmsorozat, melyet Stan Lee által készített X-Men-képregények alapján. Az animációs játékfilmsorozat producerei Larry Houston és Will Meugniot. A zenéjét Shuki Levy szerezte. A tévéfilmsorozat a Marvel Entertainment Group, a Saban Entertainment, a Marvel Studios és a Graz Entertainment gyártásában készült, a Disney-ABC Domestic Television forgalmazásában jelent meg. A sorozat 5 évadot, 76 részt élt meg. 
Az Amerikai Egyesült Államokban 1992. október 31. és 1997. szeptember 20. között a Fox Kids sugározta. Magyarországon az első két évadot szintén a Fox Kids tűzte műsorra, majd a belőle vált Jetix adta le, 2018. június 3-ától pedig az RTL Spike is bemutatta. A harmadik és a negyedik évad három darab többrészes történetét (A vadföld átka, Fekete Főnix, Apokalipszis) a UIP-Dunafilm adta ki VHS formájában, új szinkronnal. A sorozat története a Marvel 92131-es számú Földjén játszódik.
2024-ben folytatást kapott a Disney+-on X-Men ’97 címmel.

## Történet
A sorozat egy különleges képességekkel megáldott emberekből, azaz mutánsokból álló hőscsapat, az X-Men történetét követi nyomon. A csoportot Charles Xavier professzor vezeti, aki iskolát működtet mutánsok számára. A csapat feladata a világon élő mutánsok védelmezése és a gonosz mutánsok megállítása.

## Szereplők

### Főszereplők
| Szereplő                      | Eredeti hang                                           | Magyar hang (Fox Kids, 1–2. évad) | Magyar hang (UIP-Dunafilm, 3–4. évad) |
| ----------------------------- | ------------------------------------------------------ | --------------------------------- | ------------------------------------- |
| Scott Summers / Küklopsz      | Norm Spencer                                           | Rosta Sándor                      | Bozsó Péter                           |
| James Logan / Farkas          | Cathal J. Dodd                                         | Bicskey Lukács                    | Kálid Artúr                           |
| Ann Marie / Vadóc             | Lenore Zann                                            | Hámori Eszter                     | Simon Eszter                          |
| Ororo Munroe / Vihar          | Iona Morris (1992-1993) Alison Sealy-Smith (1993-1997) | Csere Ágnes                       | Kiss Erika                            |
| Hank McCoy / Szörnyeteg       | George Buza                                            | Bácskai János                     | Varga Tamás                           |
| Remy LeBeau / Mágus           | Chris Potter (1992-1996) Tony Daniels (1997)           | Breyer Zoltán                     | Breyer Zoltán                         |
| Jubilation Lee / Napsugár     | Alyson Court                                           | Árkosi Katalin                    | Roatis Andrea                         |
| Jean Grey                     | Catherine Disher                                       | Náray Erika                       | Spilák Klára                          |
| Charles Xavier / X Professzor | Cedric Smith                                           | Németh Gábor                      | Fazekas István                        |

### Mellékszereplők
| Szereplő                        | Eredeti hang                                 | Magyar hang (Fox Kids, 1–2. évad)                | Magyar hang (UIP-Dunafilm, 3–4. évad) |
| ------------------------------- | -------------------------------------------- | ------------------------------------------------ | ------------------------------------- |
| Eric Magnus Lensherr / Magneto  | David Hemblen                                | Barbinek Péter (2. hang)                         | Nem szerepelt benne                   |
| Kevin Sydney / Misztik          | Ron Ruben                                    | Szűcs Sándor (1. évad) Markovics Tamás (2. évad) | Nem szerepelt benne                   |
| Piotr Rasputin / Kolosszus      | Rick Bennett (1. évad) Robert Cait (2. évad) | Várkonyi András (1. évad)                        | Nem szerepelt benne                   |
| Henry Peter Gyrich              | Barry Flatman                                | Forgács Gábor                                    | Nem szerepelt benne                   |
| Robotőrök                       | David Fox                                    | Sótonyi Gábor                                    | Nem szerepelt benne                   |
| Robert Kelly                    | Len Carlson                                  | Bolla Róbert                                     |                                       |
| Lucas Bishop / Püspök           | Philip Akin                                  | Szűcs Sándor                                     | Nem szerepelt benne                   |
| Eugene Milton Judd / Puck       | Don Francks                                  | Szokol Péter                                     | Nem szerepelt benne                   |
| Warren Worthington III / Angyal | Stephen Ouimette                             | Czvetkó Sándor                                   |                                       |
| Jason Wyngarde / Agymester      | Nigel Bennett                                | Nem szerepelt benne                              | Csőre Gábor                           |
| Alison Blaire / Dazzler         | Jennifer Dale                                | Nem szerepelt benne                              | Vándor Éva                            |
| Emma Frost                      | Tracey Moore                                 | Nem szerepelt benne                              | Farkasinszky Edit                     |

## Magyar változat

### 1–2. évad
- Bemondó: Bozai József
- Magyar szöveg: Juhász Erika, Fekete Egon
- Hangmérnök és vágó: Házi Sándor
- Gyártásvezető: Masoll Ildikó
- Szinkronrendező: Hirth Ildikó

A szinkront Fox Kids megbízásából a Digital Media Sevices készítette.

### 3. évad
- Magyar szöveg: Németh Attila, Farkas János
- Hangmérnök: Varró Simon
- Gyártásvezető: Németh Tamás
- Szinkronrendező: Borkesz Andrea

A szinkront a UIP Dunafilm megbízásából a Balog Mix Stúdió készítette.

## Epizódok
| Évad | Évad | Epizódok | Eredeti sugárzás    | Eredeti sugárzás     | Magyar sugárzás (RTL Spike) | Magyar sugárzás (RTL Spike) |
| Évad | Évad | Epizódok | Évadpremier         | Évadfinálé           | Évadpremier                 | Évadfinálé                  |
| ---- | ---- | -------- | ------------------- | -------------------- | --------------------------- | --------------------------- |
|      | 1    | 13       | 1992. október 31.   | 1993. március 27.    | 2018. június 3.             | 2018. Augusztus 19.         |
|      | 2    | 13       | 1993. október 23.   | 1994. február 19.    | TBA                         | TBA                         |
|      | 3    | 19       | 1994. július 29.    | 1995. június 11.     | TBA                         | TBA                         |
|      | 4    | 17       | 1995. szeptember 9. | 1996. május 4.       | TBA                         | TBA                         |
|      | 5    | 14       | 1996. szeptember 7. | 1997. szeptember 20. | TBA                         | TBA                         |

## Plágiumvád a főcímzenében
2019-ben Krisko Zoltán, a néhai Vukán György zeneszerző hagyatékának kezelője, pert indított a Marvel Entertainment, a Warner Chappell Music, a The Walt Disney Company, a FOX Corporation, a Buena Vista Television, az NBCUniversal Media Group, az Amazon.com, Inc. és az Apple Inc. ellen, valamint a zeneszerzők, Ron Wasserman, Shuki Levy és Haim Saban, akik azt állítják, hogy az animációs televíziós sorozat X-Men főcímdala a Linda főcímzenéből készült.